# Zebrzydowice (Rybnik)
Zebrzydowice (niem. Seibersdorf, daw. Zybrzydowice/1531 Zybrzidowitze) – część miasta i dzielnica Rybnika, położona na zachodzie miasta, licząca ok. 3,3 tys. mieszkańców. Dzielnica została włączona w granice miasta w roku 1973 z gminy Jejkowice.

## Historia
Zebrzydowice swoją nazwę zawdzięczają dawnym właścicielom tej miejscowości – rodzinie Zebrzydowskich. Przypuszcza się, że ten sam ród był również w posiadaniu innych Zebrzydowic – położonych w okolicach Cieszyna. W XVII wieku wioskę przejął niejaki Jan Niewiadomski. Niewyjaśniona pozostaje przyczyna zmiany właściciela Zebrzydowic: w grę wchodzi między innymi oddanie ich za długi karciane.
Mieszkańcy Zebrzydowic chodzili na niedzielne msze do kościołów rybnickich, ostatnim z nich był kościół św. Józefa na Smolnej. Później zaś związali się z parafią w Jejkowicach. Gdy po drugiej wojnie powstał tam nowy kościół, zlokalizowano go niedaleko granicy z Zebrzydowicami. Obecnie znajduje się on w granicach administracyjnych Zebrzydowic.
W 1908 roku rybnicki działacz narodowy, Alojzy Prus, nabył tzw. „zebrzydowicki zameczek”. Stał się on wkrótce miejscem spotkań politycznych, a także kulturalnych polskich działaczy z całego powiatu rybnickiego. Pod jego wpływem powstawały w Zebrzydowicach organizacje i stowarzyszenia o charakterze narodowym, jak "Towarzystwo Polek", oddział Polskiej Organizacji Wojskowej Górnego Śląska itd. "Manifest polskości" miał miejsce także w tamtejszej szkole. W 1920 roku zebrzydowickie dzieci odmówiły nauki w języku niemieckim. Po plebiscycie w 1922 roku wieś włączono do Polski. Od 1973 r. Zebrzydowice są dzielnicą Rybnika.

## Sport
Jedna z pierwszych organizacji sportowych powstała w Zebrzydowicach już w 1908 roku był to oddział Polskiego Towarzystwa Gimnastycznego „Sokół” – Towarzystwo Gimnastyczne „Sokół” w Zebrzydowicach. Prezesem organizacji był początkowo Wincenty Świench, a naczelnikiem Józef Jasicki.
Przez Zebrzydowice przebiegają 3 trasy rowerowe:
- 2 Szlak Początków Górnictwa Węglowego (zielona),
- 3 Szlak im. O.Michalika (czerwona),
- 5 Szlak Pielgrzymkowy (żółta)[6].

## Edukacja

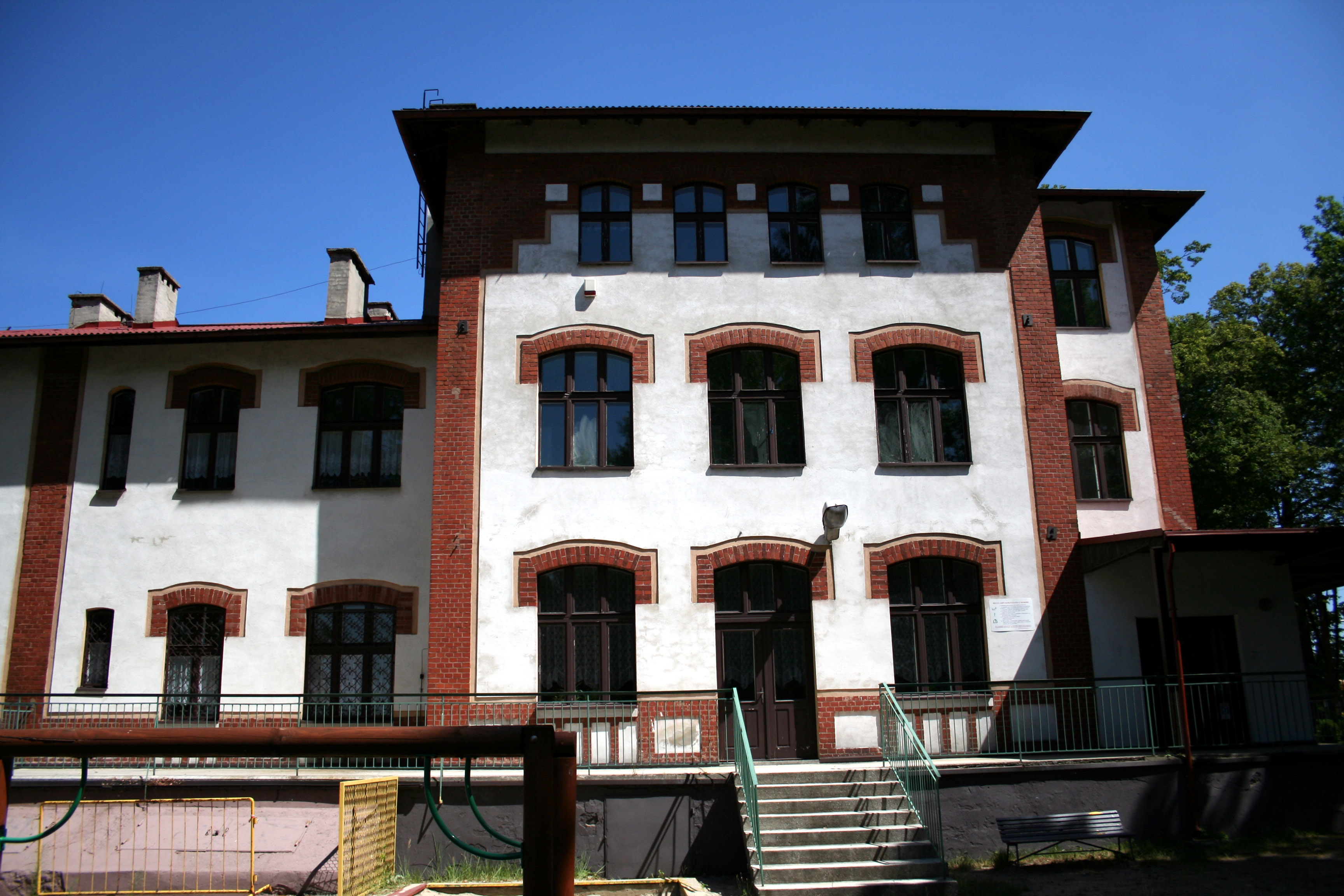
Przedszkole w ZSP nr. 12

W centralnej części Zebrzydowic znajduje się Zespół Szkolno-Przedszkolny nr 12 w Rybniku przy ul. Buhla 3.

## Komunikacja
W dzielnicy znajduje się 6 przystanków autobusowych obsługiwanych przez Komunikację miejską w Rybniku:
- Rybnik Zebrzydowice ul.Zebrzydowicka (linie: 1, 26, 27, 28, 29, 36),
- Rybnik Zebrzydowice Kasztanowa, ul.Graniczna (linia 24),
- Rybnik Zebrzydowice Las, ul.Graniczna (linia 24),
- Rybnik Zebrzydowice Myto, ul.Zebrzydowicka (linie: 1, 24, 26, 27, 28, 29, 36),
- Rybnik Zebrzydowice Przedmieście, ul.Przedmieście (linia 24),
- Rybnik Zebrzydowice Szkoła, ul.Zebrzydowicka (linie: 1, 24, 26, 27, 28, 29, 36)[8].

## Zabytki
W dzielnicy znajdują się:

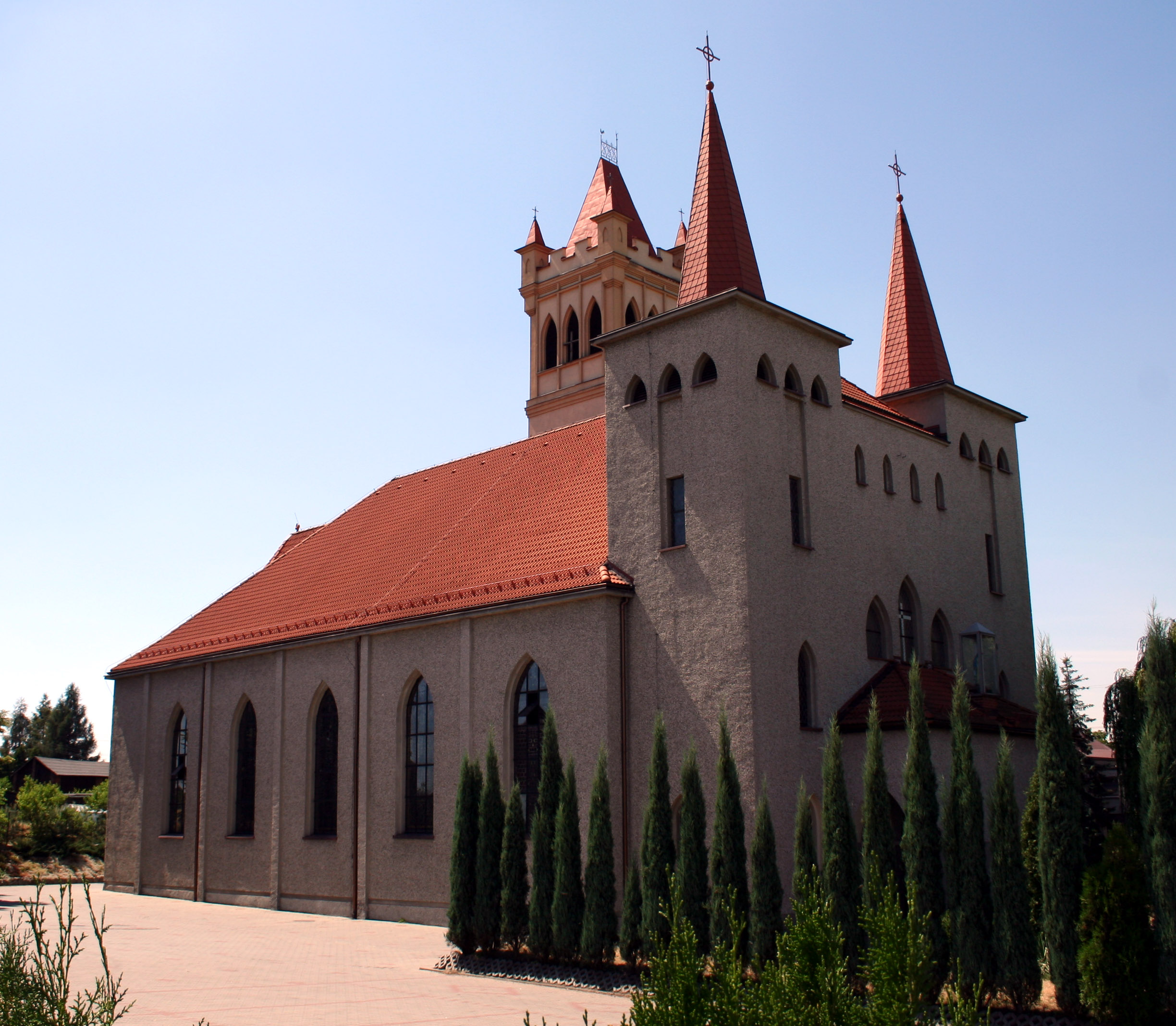
Kościół pw. Matki Bożej Szkaplerznej i św. Piusa X w Zebrzydowicach

- „Zebrzydowicki zameczek” – dawny budynek dworski, na pocz. XX w. centrum polityczno-kulturalne skupiające polskich działaczy narodowych (dawna „kuźnia polskości”)
- kościół pw. Matki Bożej Szkaplerznej i św. Piusa X
- Murowana kaplica przydrożna
- Sala Królestwa Świadków Jehowy[9].